# Pony car

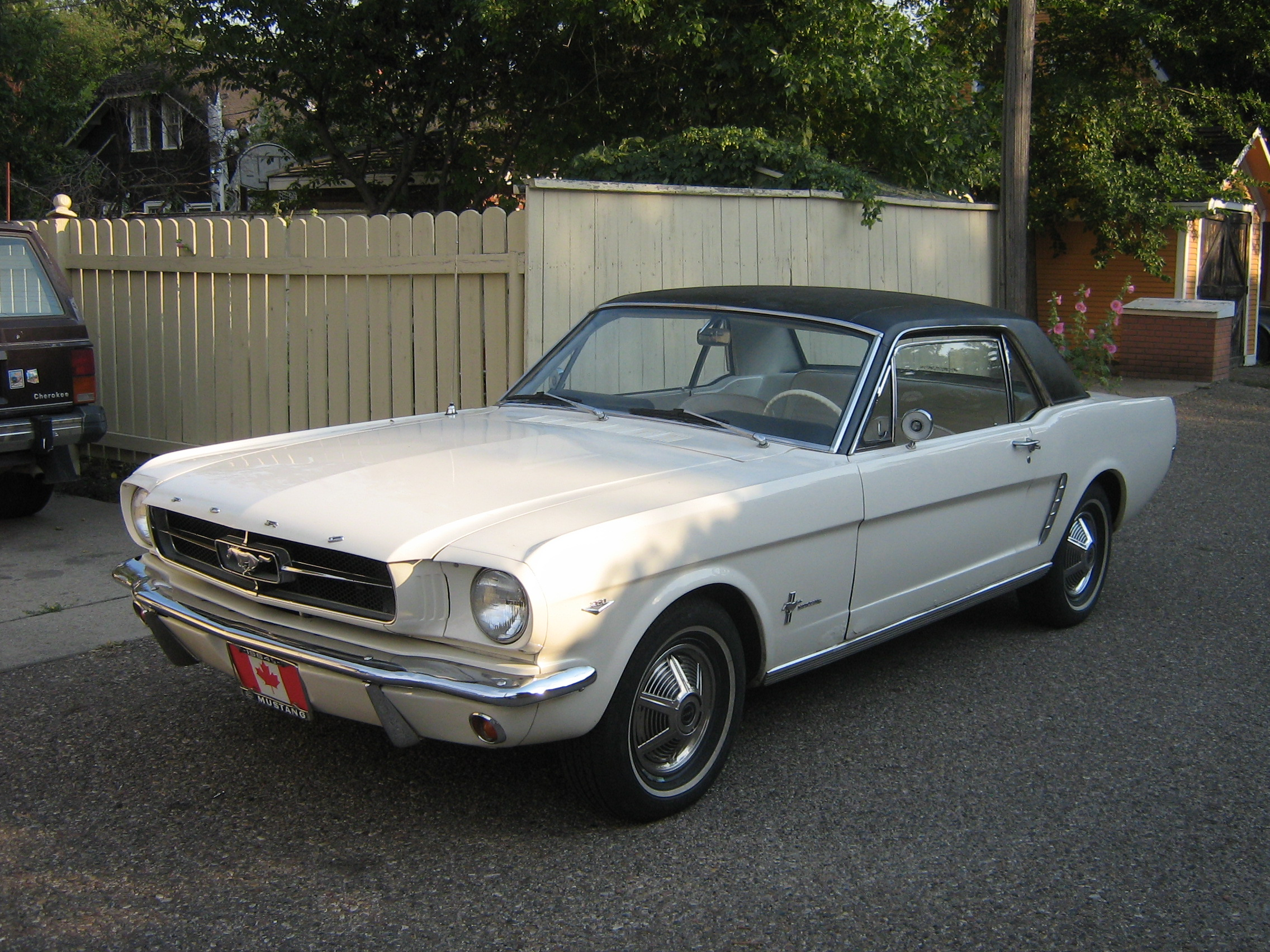
Ford Mustang z roku 1965

Pony car je termín používaný pro označení třídy sportovních kompaktních výkonných sedanů s dlouhou přední kapotou a krátkou zádí. Tyto sportovní automobily byly inspirovány vozem Ford Mustang, který byl veřejnosti představen 17. dubna 1964 v New Yorku.

## Vozidla
- AMC Javelin (1968–1974)
- Chevrolet Camaro (1967–2002; 2010–2023)
- Dodge Challenger (1970–1974; 2008–2023)
- Dodge Charger (2024–současnost)
- Ford Mustang (1965–současnost)
- Mercury Capri (1979–1986)
- Mercury Cougar (1967–1973)
- Plymouth Barracuda (1964–1974)
- Pontiac Firebird (1967–2002)